# ميشيل ديلاكروا
ميشيل ديلاكروا (بالفرنسية: Michel Delacroix)‏ (و. 1933  م) هو رسام فرنسي، ولد في باريس.